# Waldbahn Ingering
| Waldbahn Ingering                                   | Waldbahn Ingering |
| --------------------------------------------------- | ----------------- |
| Gleisreste am Ingeringsee, 1922                     |                   |
| Ehemaliger Streckenverlauf auf einer Karte von 2023 |                   |
| Streckenlänge:                                      | ca. 10,5 km       |
| Spurweite:                                          | 720 mm            |
|                                                     |                   |

Die Waldbahn Ingering war eine Waldbahn in Österreich, die von 1887 bis 1938 in der Steiermark von Ingering II zum sogenannten Seeboden (lokal auch Kohlplatz) am Ingeringsee in der Gemeinde Gaal fuhr. Sie hatte eine Spurweite von 720 mm und war ca. 10,5 km lang und eingleisig.

## Geschichte
Bereits 1887 wurde eine Pferdeschleppbahn zur Beförderung der Holzstämme aus dem Ingeringgraben verlegt. Sie wurde 1892 bis in den sogenannten Ochsenwald vor dem Ingeringsee verlängert. 1909 wurden die Pferdegespanne durch eine holzbeheizte Dampflokomotive abgelöst, die Almröserl genannt wurde. Die Ingeringer Waldbahn war nur in den Sommermonaten in Betrieb und diente in erster Linie dem Holztransport, wurde aber auch regelmäßig von Personen als Transportmittel genutzt. 1938 wurde der Betrieb eingestellt, nachdem ein großer Teil der Bahnanlagen bei einem Hochwasser zerstört worden war.

## Betrieb

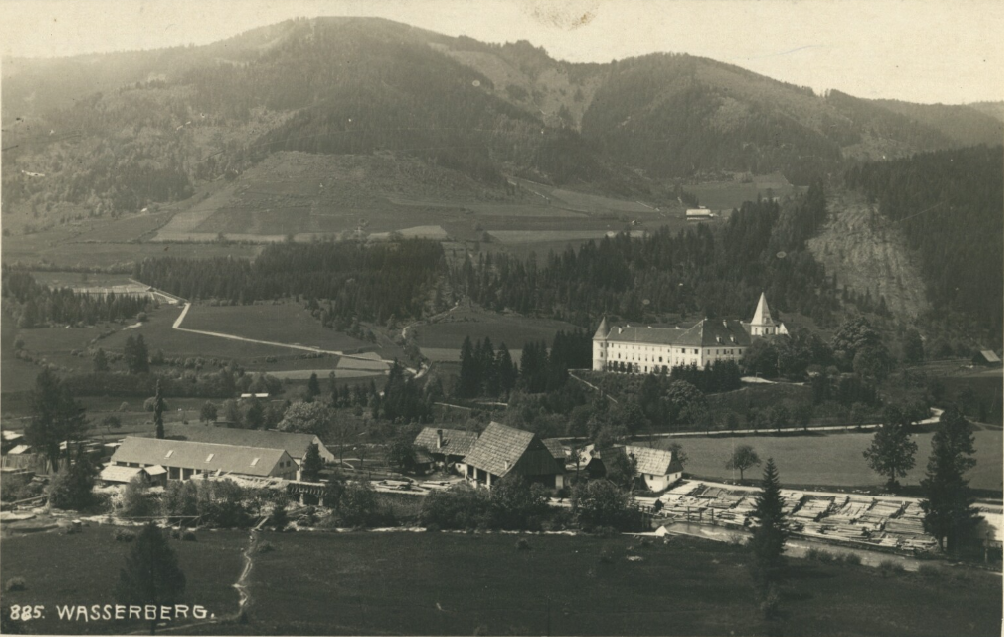
Umladeplatz beim Schloss Wasserberg, 1923

Die Bahn wurde zur Holzbeförderung genutzt, um das Holz aus dem schlecht erschlossenen Ingeringgraben in den Ortsteil Ingering II nahe Bischoffeld, Gaal, zu fahren. Von dort aus wurde das Holz nach Überlieferungen von Leuten aus der Region per Straße nach Knittelfeld transportiert. Nahe beim Schloss Wasserberg wurde das Holz umgeladen.

## Lokomotive
Auf der Strecke wurde eine C-n2t-Dampflokomotive der Firma Krauss München, Werks-Nr. 6141/1909, eingesetzt.

## Besonderheiten

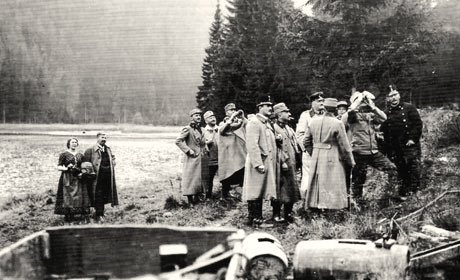
Karl von Habsburg unterwegs mit der Waldbahn beim Ingeringsee im September 1915

Im Jahr 1915 wurde Karl von Habsburg auf Urlaub zum Ingeringsee mit der Bahn gefahren.

## Status
Es sind nur wenige Überreste der Bahn erhalten. Der alte Bahndamm ist noch am Ingeringsee in der Nähe des Überlaufs, wo der Hauptweg vom Parkplatz abzweigt, sichtbar. Er verläuft etwa einen Meter über Seehöhe dem Seeufer entlang an der Klementi-Kapelle vorbei zum Seegrund. Vom Wanderweg aus (kleine Seerunde) und auf Satellitenaufnahmen ist noch eine Schneise durch den Wald erkennbar. Zwischen der Waldsäge südlich des Parkplatzes P4 und dem Pletzen-Parkplatz P2 zweigt die ehemalige Bahntrasse von der heutigen Straße ab und verläuft östlich des Ingeringgrabens.